# 大口城
大口城（おおくちじょう）は、鹿児島県伊佐市大口里字上ノ馬場にあった日本の城。島津氏の外城。別名牛山城・牟田口城。古典的な山城形式だった。江戸時代の間に取り壊されてしまい、2016年（平成28年）11月時点では空堀や土塁が多少見受けられるのみとなっている。

## 築城の経緯
大口の地は、もともと日向国・都城、肥後国・人吉、肥後国・水俣、薩摩国・出水、大隅国・横川など、交通の要衝や日向路、肥後路などの主要道路に近く、付近の各村も地政学的に有利な土地が多かったので、重要な薩摩・大隅・日向の三国間の交通の要衝であった。
大口城は、1158年（保元3年）、保元の乱で勝者となったことによって平信基が薩摩国牛屎院と祁答院を与えられ、その四男である平元衡が築城したという。
ただし、この「平元衡」を「太秦元衡」とする書き方もあり、「牛屎院」には「うしくそいん」、「ねばりいん」など読み方に多数の説がある。

## 城のその後
この城の城主はもともと島津家家臣だったが、室町時代には、近隣の相良氏や蒲生氏と協力して島津氏に抵抗した菱刈氏によって奪われる。その後、永禄年間（1558年-1570年）になると島津氏は薩摩半島の全域を掌握するために菱刈氏と激しく争うようになり、1569年（永禄12年）にはとうとう菱刈氏が島津氏に敗れた。大口城はそれ以降島津氏の外城となった。

## 有名なこの城の城主
- 菱刈隆秋（ひしかり たかあき） - 菱刈氏が島津氏に敗退した際の家督
- 新納忠元 - 島津家重臣、薩摩国大口地頭